# Malthonica soriculata
Malthonica soriculata är en spindelart som först beskrevs av Simon 1873.  Malthonica soriculata ingår i släktet Malthonica och familjen trattspindlar. Inga underarter finns listade i Catalogue of Life.